# Foot Ball Club di Roma 1910-1911
Questa pagina raccoglie le informazioni riguardanti il Foot Ball Club di Roma nelle competizioni ufficiali della stagione 1910-1911.

## Stagione
Nel 1911 il Roman partecipò al campionato di terza categoria contro Lazio e Juventus Roma. Il club arrivò poco organizzato al campionato e fece a volte fatica nel mettere insieme undici giocatori. Di rilievo il match di ritorno contro la Juventus Roma, dove il Roman schierò soli sette uomini e mantenne lo 0-0 fino a pochi minuti dalla fine, quando subì una rete probabilmente viziata da un fallo ma convalidata dall'arbitro Diamanti.

## Divise
La divisa del Roman era costituita da maglia rossa con colletto a polo e bordi manica gialli, pantaloncini bianchi e calzettoni rossi con dettagli gialli. tale divisa veniva utilizzata sia nelle partite casalinghe sia in quelle in trasferta, tuttavia in un'amichevole contro il Perugia è stata sostituita da un kit composto da maglia con body metà giallo e metà rosso con le maniche del colore della metà opposta, colletto a polo rosso, pantaloncini bianchi e calzettoni rossi. I portieri indossavano una maglia con colletto a polo gialla, pantaloncini bianchi e calzettoni gialli.
| Casa     | Trasferta | \| Portiere \| |
| Portiere |           |                |

## Rosa
| N. |                        | Ruolo | Calciatore        |
| -- | ---------------------- | ----- | ----------------- |
|    | Italia (bandiera)      | P     | Clemente Serventi |
|    | Italia (bandiera)      | D     | Bertini           |
|    | Italia (bandiera)      | D     | Pietro Ferrari    |
|    | Italia (bandiera)      | D     | Pedoni            |
|    | Italia (bandiera)      | C     | Grassi (capitano) |
|    | Inghilterra (bandiera) | C     | Hadida            |

| N. |                   | Ruolo | Calciatore      |
| -- | ----------------- | ----- | --------------- |
|    | Italia (bandiera) | A     | Peroni          |
|    | Italia (bandiera) | A     | Howard          |
|    | Italia (bandiera) | A     | Hubert Fielding |
|    | Italia (bandiera) | A     | Borsarelli      |
|    | Italia (bandiera) | A     | Nathan          |

## Risultati

### Terza Categoria
| Roma 5 febbraio 1911, ore 14:00 CET 1ª giornata | Roman     | 2 – 4                 | Juventus Roma | Campo Due Pini |
| \| \| \| \| \| \| Marcatori \| \|               |           |                       |               |                |
|                                                 |           |                       |               |                |
| Gol · Gol                                       | Marcatori | Gol · Gol · Gol · Gol |               |                |

| Roma 19 febbraio 1911, ore 14:00 CET 2ª giornata | Roman     | 0 – 3   | Lazio | Campo Due Pini |
| \| \| \| \| \| \| Marcatori \| Gaia IV \|        |           |         |       |                |
|                                                  |           |         |       |                |
|                                                  | Marcatori | Gaia IV |       |                |

| Arbitro: | Diamanti (Roma) |

|         |           |  |
| Buratti | Marcatori |  |

| 12 marzo 1911, ore 14:00 CET 4ª giornata | Lazio | 2 – 0 | Roman |  |

## Statistiche
Statistiche aggiornate al 5 febbraio 2019.

### Statistiche di squadra
| Competizione    | Punti | In casa | In casa | In casa | In casa | In casa | In casa | In trasferta | In trasferta | In trasferta | In trasferta | In trasferta | In trasferta | Totale | Totale | Totale | Totale | Totale | Totale | DR |
| Competizione    | Punti | G       | V       | N       | P       | Gf      | Gs      | G            | V            | N            | P            | Gf           | Gs           | G      | V      | N      | P      | Gf     | Gs     | DR |
| --------------- | ----- | ------- | ------- | ------- | ------- | ------- | ------- | ------------ | ------------ | ------------ | ------------ | ------------ | ------------ | ------ | ------ | ------ | ------ | ------ | ------ | -- |
| Terza Categoria | 0     | 2       | 0       | 0       | 2       | 2       | 7       | 2            | 0            | 0            | 2            | 0            | 3            | 4      | 0      | 0      | 4      | 2      | 10     | -8 |
| Totale          | -     | 2       | 0       | 0       | 2       | 2       | 7       | 2            | 0            | 0            | 2            | 0            | 3            | 4      | 0      | 0      | 4      | 2      | 10     | -8 |